# Otto Heinrich Warburg
Pour les articles homonymes, voir Otto Warburg.
Otto Heinrich Warburg, né le 8 octobre 1883 à Fribourg-en-Brisgau (grand-duché de Bade) et mort le 1er août 1970 à Berlin, est un médecin, physiologiste et biochimiste allemand. En 1931, il reçoit le prix Nobel de physiologie ou médecine pour ses travaux sur les enzymes de la chaîne respiratoire.
Par ailleurs, il montre que les cellules cancéreuses modifient leur métabolisme en basculant sur un mode anaérobie, malgré la présence d'oxygène, appelé depuis effet Warburg. Il formula l'hypothèse non confirmée qu'un cancer provient d'un dysfonctionnement des mitochondries devenues incapables d'utiliser l'oxygène.
Il ne faut pas le confondre avec Otto Warburg (1859-1938), botaniste allemand et leader sioniste.

## Biographie

### Origines familiales
Otto Heinrich Warburg nait le 8 octobre 1883 à Fribourg-en-Brisgau (Bade-Wurtemberg), près de la frontière suisse. Il est le seul garçon d'une famille de quatre enfants. Ses deux parents sont protestants et ses grands-parents paternels sont juif orthodoxes,.
Otto Heinrich Warburg est le dixième descendant direct de Simon Jacob, banquier à Warburg du  Margrave de Hesse Cassel au XVIe siècle. Simon Jacob est juif et sommé par son souverain de se convertir au catholicisme ; il refuse et émigre à Altona, près de Hambourg, alors sous protection danoise, où il prend le nom de sa ville natale Warburg, fondant ainsi l'importante famille Warburg.
Son père est Emil Warburg, professeur de physique à l'Université et ami proche d'Albert Einstein. Sa mère est Elisabeth Gärtner, d'une vieille famille allemande fournissant administrateurs, juristes et militaires (son frère est général, tué au cours de la première Guerre mondiale).

### Études et formation
En 1895, à l'âge de 12 ans, Otto Warburg entre au lycée de Friedrichswerder de Berlin pour ses études secondaires. Il se montre bon élève, mais espiègle et indiscipliné, n'en faisant qu'à sa tête. Par son père, Otto est en relation avec l'élite scientifique de Berlin.
En 1901, il entame des études de chimie à l'université de Fribourg-en-Brisgau, et les termine à l'université de Berlin sous la direction d'Emil Fischer qui fait de lui un pionnier de l'étude des oxydations biologiques. Warburg apprend de Fischer un style de travail rigoureux, fait de sérieux et d'intégrité personnelle, qu'il gardera toute sa vie. Il obtient son doctorat en chimie en 1906.
Il travaille ensuite dans le laboratoire de physiologie dirigé par Ludolf von Krehl, de l'université de Heidelberg jusqu'en 1914. Il poursuit parallèlement des études en médecine, obtenant son doctorat en médecine en 1911. Pour sa formation post-universitaire, il se rend souvent à la Stazione zoologica Anton Dohrn (institut de biologie marine de Naples).
En 1913, à l'âge de 30 ans, il est chercheur à la société Kaiser-Wilhem.

### Guerre de 14-18
En 1914, il est engagé volontaire dans un régiment de cavalerie prussienne, les Uhlans de la Garde. Dans ce corps d'élite, il s'élève au rang de lieutenant. Engagé sur le front de l'est, il est blessé au combat, et décoré de la Croix de Fer de 1re classe.
En mars 1918, plusieurs mois avant la fin de la guerre, il reçoit une lettre d'Albert Einstein qui lui conseille de quitter l'armée : plutôt que de risquer sa vie dans une guerre en train d'être perdue, il valait mieux pour lui et son pays, qu'il serve en tant que savant.
Warburg se rend à ces raisons, et en 1966, dans une interview filmée, il dira que cette période militaire lui a appris une réalité de la vie qui lui échappait jusqu'alors : le maniement des hommes, l'apprentissage de l'obéissance et du commandement.
De retour à la vie civile en 1918, il reprend un poste au Kaiser-Wilhem Institut für Biologie de Berlin-Dahlem jusqu'en 1931.

### Carrière
En 1931, il est lauréat du Prix Nobel de physiologie ou médecine pour sa découverte de processus-clés de la respiration cellulaire et de différents systèmes enzymatiques.
Contrairement à ses maîtres, Otto Warburg n'a jamais tenu un poste académique d'enseignant ou d'administrateur. Il est resté un pur chercheur acharné disposant d'un laboratoire et d'une équipe d'une douzaine de personnes : le Kaiser Wilhem Institut für Zellphysiologie (Institut Kaiser-Wilhem de physiologie cellulaire).
Ce petit institut, financé par la Fondation Rockefeller, a été créé spécialement pour Otto Warburg en 1931. Il y travaille presque sans interruption jusqu'à sa mort en 1970,.

### Sous le troisième Reich
En 1943, sous les bombardements de Berlin, Otto Warburg est contraint de déplacer son institution au nord de Berlin à Liebenberg. En 1945, les soviétiques occupent la zone et pillent son laboratoire. Après la guerre, le maréchal Joukov lui fit des excuses au nom du gouvernement russe en lui disant qu'il s'agissait d'une erreur et qu'on lui rendrait son matériel, mais il ne fut jamais retrouvé.
D'ascendance juive, Otto Warburg n'a jamais été persécuté par les nazis, et on lui a reproché d'être resté en Allemagne et d'avoir survécu, alors que les savants juifs allemands émigrent à partir de 1933.
Plusieurs explications sont proposées : la première est que malgré les lois antijuives de 1935, il est difficile pour les nazis de donner une définition stable du juif. Les dignitaires nazis appliquent donc le principe « Je décide de qui est juif ».
La deuxième est qu'Hitler a perdu sa mère d'un cancer du sein alors qu'il était adolescent, et qu'il se considérait comme prédisposé au cancer. Hitler et les dignitaires nazis se préoccupent du cancer comme d'une priorité de santé de la race aryenne, et ils souhaitent disposer des meilleurs experts en ce domaine.
Enfin, la mère d'Otto Warburg n'était pas juive, mais d'une ancienne famille de bonne souche d'Allemagne du sud ; Otto Warburg était donc « demi-juif » ou mischling. Le maréchal Göring aurait insisté pour une re-évaluation de la généalogie d'Otto Warburg, finalement classé « quarteron de juif ». En tant que tel, il lui était interdit d'enseigner ou d'être administrateur, mais cela lui convenait tout à fait puisqu'il était déjà dans ses habitudes de ne s'intéresser qu'à ses propres recherches,.
Otto Warburg était protestant et se considérait d'abord comme un patriote allemand, avant d'être d'origine juive. Égocentrique, il ne se sent pas concerné par le problème juif en Allemagne, et il est protégé par de hauts dignitaires nazis tels que Viktor Brack et Philipp Bouhler. Otto Warburg, dont les travaux relevaient d'une recherche fondamentale en physiologie cellulaire, n'a pas participé aux expérimentations médicales nazies. La question de savoir si Warburg a cohabité ou collaboré avec les nazis reste ouverte et relève de l'appréciation de chacun.
Selon Sam Apple (en), un de ses biographes, Otto Warburg, comme le Faust de Goethe, aurait vendu son âme au diable pour atteindre ses buts de recherches, dont la guérison du cancer,. Hans Adolf Krebs, prix Nobel en 1953, le plus illustre de ses étudiants, le compare aussi au Faust de Goethe, mais au bon Faust, celui qui, au dernier moment, est sauvé de l'enfer, pour « n'avoir jamais cessé de lutter »(pour ses recherches).

### Après la guerre

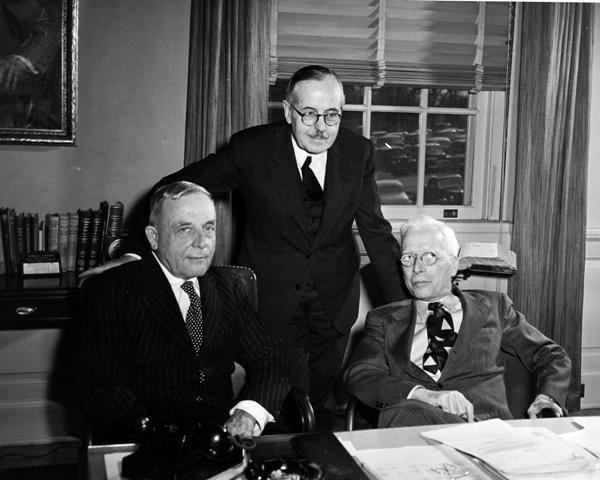
Otto Warburg (à gauche) aux États-Unis en 1949, avec Bernardo Houssay (au centre), et (à droite) directeur du National Institutes of Health.

Dans les années qui suivent la seconde guerre mondiale, Otto Warbug arrête ses recherches, mais publie deux ouvrages sur ses travaux. En 1948-1949, il voyage aux États-Unis visitant plusieurs instituts américains. Warburg est réadmis dans la communauté scientifique internationale, il est invité pour de nombreuses conférences, il conserve son appartenance à la Royal Society (acquise en 1934) non annulée durant la guerre, et il est nommé docteur honoris causa de l'université d'Oxford en 1965.
En 1949, l'institut Kaiser-Wilhem est reconstruit à Dalhem, dans le secteur américain de Berlin, et officiellement ré-ouvert en 1950. En 1953, l'institut prend le nom de Max Planck für Zellphysiologie, dans le cadre de la Société Max-Planck pour le développement des sciences.
Otto Warburg continue donc ses recherches en publiant près de cinq articles par an. En reconnaissance de ses travaux, son administration ne lui fixe pas d'âge limite. Il disait tout le temps qu'il allait prendre sa retraite, mais il avait toujours quelque chose à vérifier ou à terminer. Sa dernière contribution importante est faite à 77 ans.
Dans la dernière décennie de sa vie, il perd le contact avec les nouveaux développements scientifiques (génétique moléculaire). Solitaire, n'appréciant guère les critiques et les discussions avec ses pairs, il ne s'intéresse qu'à ses propres travaux de métabolisme énergétique.
En novembre 1968, à l'âge de 85 ans, il se fracture le col du fémur. Le 26 juillet 1970, il ressent une douleur dans sa jambe du côté fracturé, son médecin diagnostique une thrombophlébite, mais Otto Warburg préfère rester chez lui pour lire et écrire. Il meurt brutalement le 1er août 1970 d'une embolie pulmonaire,.
Il est enterré au cimetière de Berlin-Dahlem.

## Travaux
« La cathédrale biochimie s'est construite avec des centaines d'ouvriers et quelques architectes, Otto Warburg fait partie de ces architectes ».
Dès le début de sa carrière de chercheur, Otto Warburg se distingue par sa capacité à poser les bonnes questions, à trouver les bonnes méthodes pour y répondre, et à vérifier soigneusement toutes les sources d'erreurs possibles. Il produit ainsi des données convaincantes qui l'établissent comme un chercheur exceptionnel parmi ses pairs.
Ses travaux concernent essentiellement trois thèmes, étroitement reliés entre eux :
- la photosynthèse ;
- les enzymes de la chaîne respiratoire (prix Nobel 1931) ;
- le métabolisme de la cellule cancéreuse.

Trois assistants de Warburg ont obtenu un prix Nobel : Otto Meyerof en 1922 pour la glycolyse, Hans Adolf Krebs en 1953 pour le cycle de Krebs et Hugo Theorell en 1955 pour les enzymes d'oxydation.

### Contexte
De toutes les sciences engendrées par le XIXe siècle, la biochimie est celle qui est apparue le plus lentement et avec difficultés, car elle a du s'établir contre des formes multiples de vitalisme sans cesse renaissantes. Au cours de ce siècle, les anciens concepts de « chaleur vitale » ou « chaleur animale » deviennent obsolètes. La chimie animale et la chimie végétale s'unifient en chimie organique. Le terme biochimie apparait en français en 1842, défini alors comme une « chimie qui traite des substances produites par l'action de la vie ».
Le vitalisme est déplacé mais sans cesse renaissant, sous la forme d'une question fondamentale : une chimie des produits de la vie peut-elle aboutir à une chimie de la vie elle-même ? Pour le positivisme d'Auguste Comte, ce n'est pas possible : si la chimie organique est identique à la chimie inorganique, c'est parce que les produits du vivant analysés en laboratoire sont des substances déjà mortes, ce que Claude Bernard traduit par le paradoxe : « la vie c'est la mort ». L'émergence d'une biochimie se heurte à un mur : le dualisme verbal entre la vie et la mort où la chimie est assimilée à la mort.

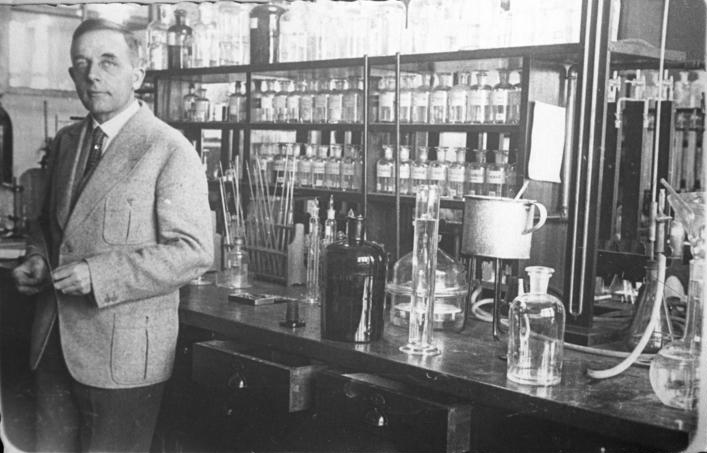
Otto Warburg dans son laboratoire du Kaiser-Wilhelm-Institut für Zell-Physiologie, Berlin 1931.

Une nouvelle chimie biologique se constitue autour de deux problèmes : la nutrition animale et la fermentation, problèmes qui en réalité n'en feront qu'un, à cause de la généralité des réactions enzymatiques. C'est autour de ce problème unifié que nait l'idée, au tournant du XXe siècle, d'une chimie intégrale des processus vitaux (biochimie moderne).
Une telle biochimie moderne doit intégrer la théorie cellulaire et la thermodynamique, en acceptant l'idée que les processus vitaux sont totalement physico-chimiques. Selon Marcel Florkin, la biochimie ne découle pas de l'application d'une chimie organique à la physiologie, elle est plutôt le résultat de transferts multidisciplinaires (chimie, immunologie, microbiologie, zoologie…) dans l'étude de la « force ou chaleur vitale ».
En tant que chimiste, médecin et biologiste, Otto Warburg était apte à jouer ce rôle, d'autant qu'il partageait la position de Thomas Henry Huxley (« Les forces vitales sont des forces moléculaires »). Il se présente comme un matérialiste rationnel, convaincu que les processus vitaux obéissent aux lois de la physique et de la chimie, ce qui n'était guère accepté au début du XXe siècle,.
D'un point de vue institutionnel, le développement de la biochimie nécessite un appareillage coûteux qui n'est pas dans le budget des universités. Cette recherche s'effectue dans de nouveaux instituts financés sur fonds privés ou philanthropiques, par des chercheurs libérés des taches d'enseignements de base et qui ne forment que quelques post-doctorants intégrés dans leurs équipes. De telles institutions apparaissent au Danemark (Institut Carlsberg (en) de Copenhague,1875), en France (Institut Pasteur de Paris, 1888), au Royaume Uni (Institut Lister de Londres, 1891), aux États-Unis (Institut Rockfeller de New York, 1901), et enfin en Allemagne (Institut Kaiser-Wilhelm de Berlin, 1911) où travaille Otto Warburg.

### Moyens d'études

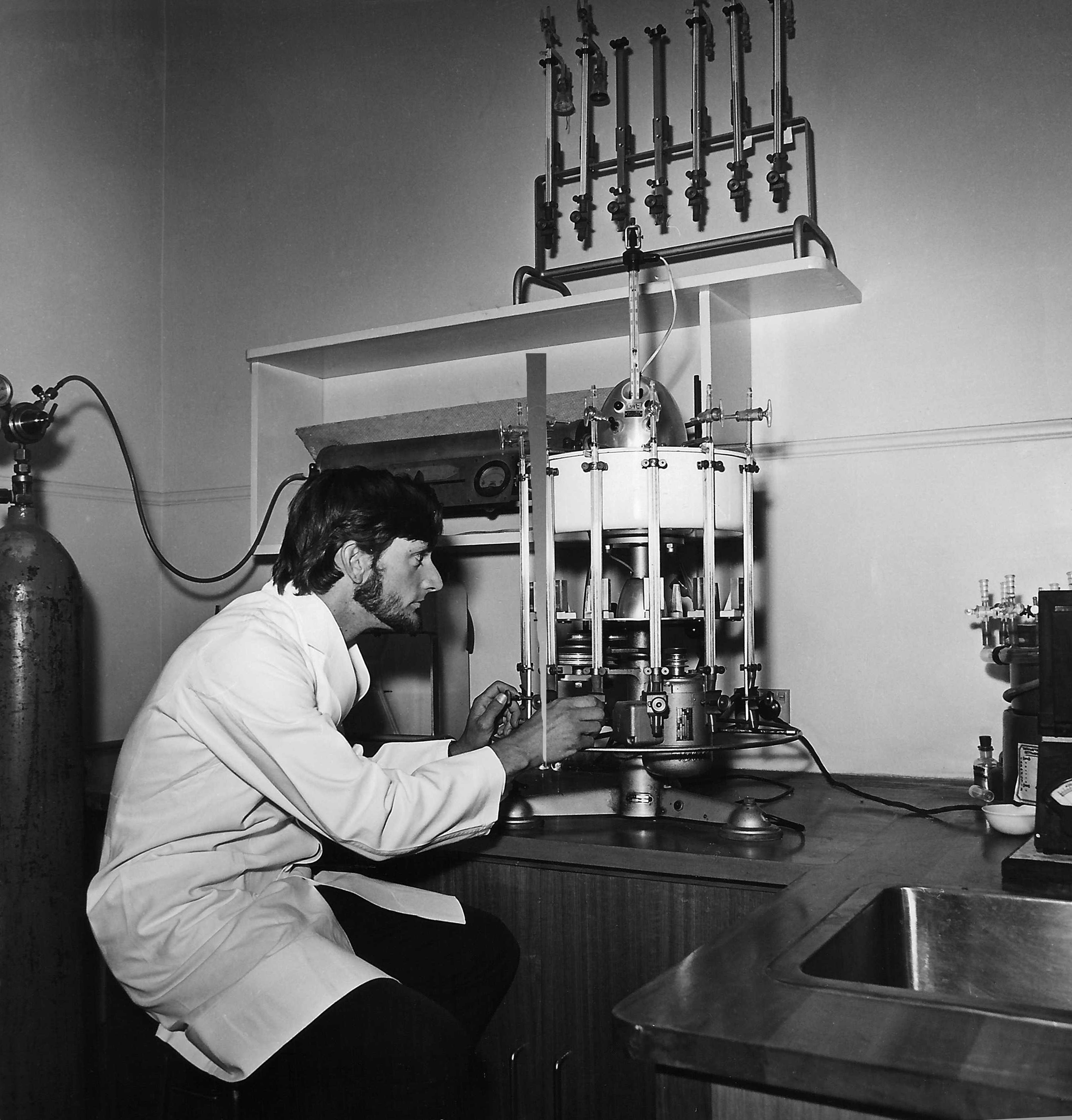
Travail en laboratoire sur un manomètre de Warburg, CSIRO 2007.

Otto Warburg améliore trois techniques d'études encore utilisées au XXIe siècle. En 1918-1920, il invente un manomètre spécial de grande précision et de haute sensibilité, le manomètre de Warburg qui permet des micromesures d'échanges gazeux de produits biologiques. Un de ses premiers travaux concernait l'œuf d'oursin où il montre qu'un œuf fertilisé en croissance consomme six fois plus d'oxygène qu'un œuf non fertilisé.
En 1928, il invente le principe de la spectrophotométrie et il découvre en 1936 que l'absorbance de la pyridine réduite se fait à une longueur d'onde de 340 nm, et à partir de là il peut étudier de nombreux métabolites. Ces avancées techniques de Warburg aboutissent dans les années 1940 aux premiers spectrophotomètres commercialisés, ceux de la firme Beckman.
Pour ses travaux de métabolisme cellulaire, il met au point de nouvelles techniques de coupe histologique en établissant une théorie mathématique de l'épaisseur optimale des coupes. Il faut que le tissu reste vivant tout en permettant des mesures précises (par exemple consommation d'oxygène et production de lactates). Il calcule ainsi que pour le tissu hépatique, l'épaisseur limite est de 0,5 mm correspondant à 100 - 150 couches de cellules,.
En combinant ces techniques, Warburg peut étudier non seulement la respiration et la fermentation cellulaire (glycolyse), mais aussi tous les processus de biosynthèse (dont la phosphorylation oxydative) et de transport cellulaire (comme le transport membranaire) dans les tissus normaux et cancéreux,.

### Photosynthèse
En 1912, Einstein propose une loi de l'équivalence photochimique, selon laquelle un quantum de lumière (ou photon) équivaut à ce qu'une substance chimique réagisse à l'absorption de lumière. Emil Warburg, le père d'Otto, en donne une première validation expérimentale avec la photochimie du bromure d'hydrogène et de l'iodure d'hydrogène. Otto, par ses contacts personnels, était donc relativement familier avec ces problèmes.
Otto Warburg étudie la photosynthèse du point de vue de son efficacité thermodynamique. Par de nouvelles méthodes de mesures, il cherche à établir le rôle exact de la lumière dans une réaction photochimique. En utilisant comme objet d'étude chlorella, un genre d'algue verte, il montre que quatre quanta de lumière sont nécessaires pour produire une molécule d'oxygène.
Il développe aussi des techniques pour étudier la réduction du nitrate en ammonium dans les plantes vertes (assimilation de l'azote).

### Enzymes respiratoires
En 1897, Eduard Buchner obtient une fermentation alcoolique avec des extraits de levures en solution (prix Nobel de chimie 1907). À l'époque, on pensait que les processus chimiques cellulaires ne pouvaient être étudiés in vivo.
En utilisant des moyens d'étude comme la centrifugation, Warburg découvre que les processus d'oxydation cellulaire sont liés à des particules insolubles qu'il appelle « structures », puis « grana » en 1913, renommés plus tard mitochondries par la communauté scientifique. Par de multiples modèles expérimentaux, il conclut que la respiration cellulaire s'effectue par un « ferment respiratoire » (Atmungsferment) contenant des atomes de fer transporteurs d'oxygène, appelé plus tard cytochrome par Keilin.
En 1927, il met au point une technique de dosage du fer et du cuivre dans le plasma sanguin, et dans les années 1930-1940, il est le premier à détecter les activités enzymatiques dans le sérum, ouvrant la voie à l'enzymologie en biologie médicale. Il obtient des formes pures cristallisées d'enzymes.
Warburg découvre aussi des coenzymes de transfert d'hydrogène comme le nicotinamide et une « enzyme jaune » reconnu plus tard comme une flavoprotéine. En 1937-1938, il démontre la formation d'ATP, ce qui conduira à coupler la respiration avec les processus de phosphorylation oxydative dans la période 1937-1941.
En 1960, à l'âge de 77 ans, il publie sa dernière contribution notable, sur l'implication du CO2 dans la réaction de Hill.
Par ses travaux, Warburg avait le sentiment de « résoudre le problème de la respiration de Lavoisier ». Dans ce contexte biochimique, l'organisme vivant est conçu comme un système ouvert (flux de matière et d'énergie) de processus isotherme, et non comme une consommation de chaleur vitale innée, ni un moteur thermique où la chaleur est une étape intermédiaire de l'énergie. Ce qu'on appelait « chaleur animale » était un concept survalorisé depuis Aristote, cette chaleur là n'est qu'un déchet, un produit inutilisé et perdu au cours des étapes successives du travail isothermique cellulaire.

### Cancer
Très tôt, Otto Warburg s'intéresse au problème du cancer. Son approche est fondamentale : il cherche à déterminer les différences biochimiques d'un tissu cellulaire normal d'un tissu cancéreux, comme il l'avait fait avec les œufs d'oursins (fertilisés et non fertilisés).
En 1923, il prend pour objet d'étude le carcinome du rat, et il montre que la consommation d'oxygène est la même que celle d'un tissu normal. En revanche, les cellules cancéreuses produisent une concentration anormalement élevée d'ions lactates (sels de l'acide lactique). Cet acide est le résultat d'une fermentation du glucose (glycolyse). Ces données ont été confirmées avec d'autres tissus cancéreux, y compris humains.
60 ans plus tôt, Pasteur avait montré que le taux de fermentation était le plus élevé en l'absence d'oxygène, et d'autant plus bas en présence d'oxygène (effet Pasteur) en introduisant les deux termes aérobie et anaérobie. Warburg découvre donc un « effet Pasteur inversé » chez les cellules cancéreuses : elles tirent principalement leur énergie d'une glycolyse aérobique (production de lactates malgré la présence d'oxygène), alors que dans les cellules normales (par exemple musculaires) la production de lactates ne survient qu'en absence ou insuffisance d'oxygène (glycolyse anaérobique).
L'apparition du cancer serait une perte de la respiration cellulaire normale due à un dysfonctionnement des mitochondries des cellules cancéreuses : au lieu d'utiliser l'oxygène disponible, elles le remplaceraient par une glycolyse (fermentation du glucose). Warburg résume ceci en une phrase « Toutes les cellules normales du corps sont aérobiques obligatoires, toutes les cellules cancéreuses sont anaérobiques facultatives ».
En 1954, à cette « cause primaire » du cancer, il précise des causes secondaires : nicotine et fumée de tabac, additifs alimentaires, pollution de l'air par les moteurs des véhicules… avec restriction d'usage comme moyen préventif.
Lors d'une rencontre des lauréats du prix Nobel de Lindau en 1966, à l'âge de 83 ans, il recommande des régimes riches en groupes activateurs des enzymes de la respiration (fer, riboflavine, nicotinamide, etc. qu'il assimile à des vitamines) comme prévention et même traitement des cancers. Ces déclarations, faites de façon abrupte dans un style percutant, déclenchent des polémiques en Europe : il est reproché à Warburg de procéder par généralisations hatives et simplifications grossières,.

## Personnalité et vie privée

### Personnalité
Otto Heinrich Warburg était de courte stature, mais au port très droit d'allure aristocratique. Par sa tradition familiale, il incarnait la rigueur, le travail et la discipline, sans compromis, ni demi-mesures. Il adoptait une devise attribuée à Léonard de Vinci « Il ne fait jamais demi-tour, celui qui a trouvé son étoile ».

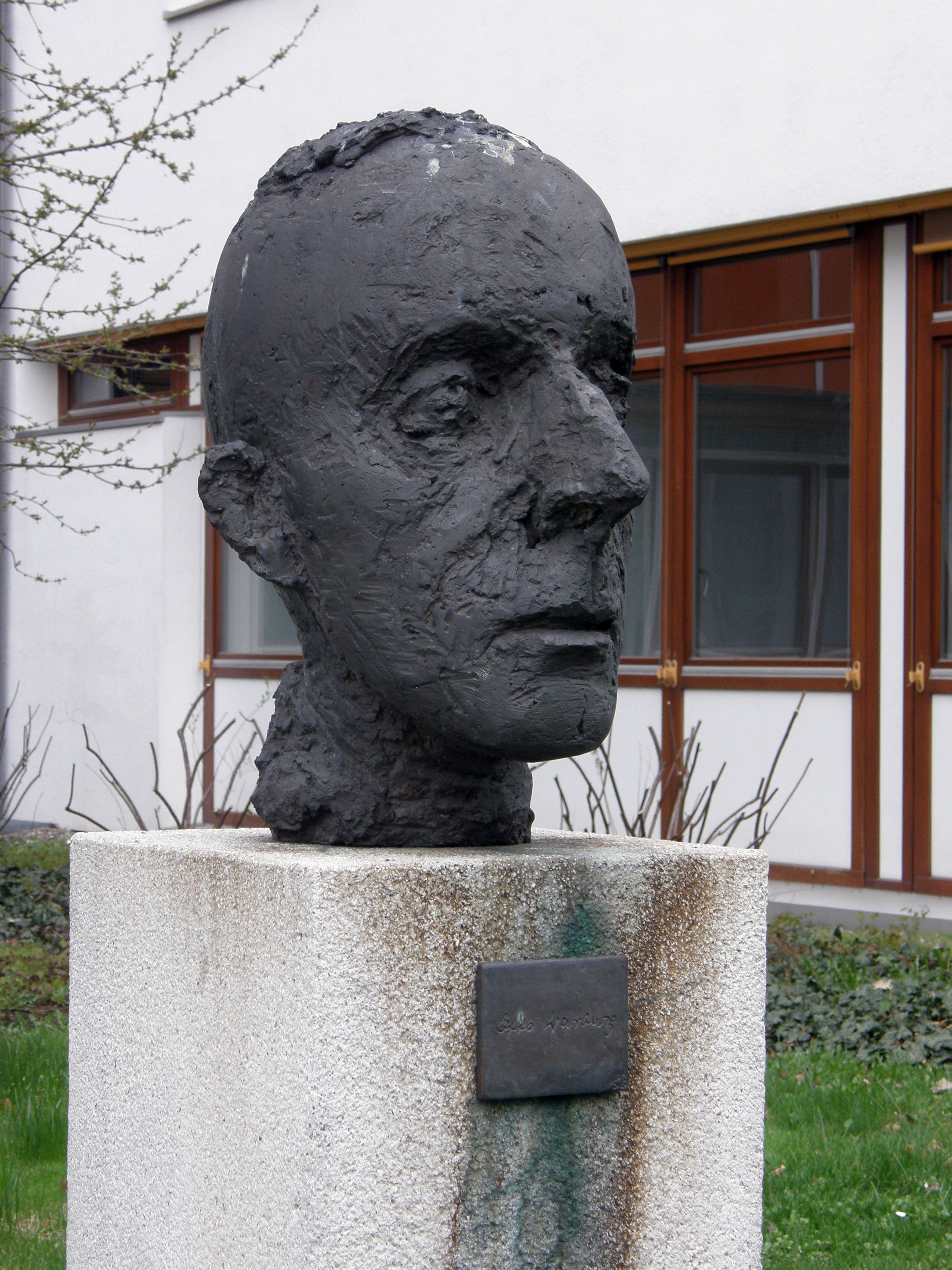
Buste d'Otto Warburg,.

Il n'était pas homme à cacher son talent. Grand admirateur de Louis Pasteur, il avait comme lui une immense ambition personnelle de réussite scientifique, se dévouant toute sa vie à son travail qui passait avant tout le reste. Parfaitement conscient de sa supériorité, c'est une personne égocentrique ou narcissique. C'est un homme solitaire et auto-suffisant, jamais ennuyé d'être seul. Il avait horreur de perdre son temps avec des personnes en dehors de ses relations de travail. Lorsqu'il apprend qu'il est prix Nobel en 1931, il s'écrie « il était temps ! ».
Sensible aux critiques et rancunier, il n'oubliait jamais les plus petites querelles, et son entourage en a souffert. Il considérait souvent à tort qu'on ne le traitait pas avec suffisamment de respect, il était incapable de se mettre à la place d'autrui ou d'adopter d'autres points de vue que les siens.
Dans les discussions scientifiques, il aimait à croiser le fer, rigoureux avec lui-même, il se montrait agressif avec autrui. Il n'hésitait pas à se montrer sarcastique pour humilier et ridiculiser son adversaire : il pensait qu'il était dangereux de ne pas dénoncer les erreurs de ses contradicteurs. Il n'aimait pas ce qu'il appelait le « tourisme académique » : les congrès et les conférences. En 1950, devant une assemblée de lauréats de prix Nobel, il conclut le résumé de ses travaux en disant « Voilà, c'est tout ce que avez besoin de savoir sur la biologie du cancer, tout le reste est à mettre à la poubelle ».
Il s'en expliquait ainsi « Mon expérience m'apprend qu'il vaut mieux avoir une opinion claire et intelligible, même si elle s'avère fausse, plutôt que de se contenter d'un mélange confus d'opinions contradictoires, parfois appelé impartialité mais qui ne vaut pas mieux que de n'avoir pas d'opinions du tout »,.
Warburg était profondément anglophile, abonné de toujours au Times, car selon lui « l'Angleterre est le dernier bastion de la vieille Europe » et « les Anglais tolèrent les fortes têtes et les excentriques comme moi ».
Le 12 janvier 1938, il a la surprise de lire sa propre nécrologie : le Times annonce sa mort par confusion avec le botaniste allemand et leader sioniste Otto Warburg (1859-1938). Il s'en amuse, mais trouve fâcheux que le Times ne mentionne pas sa découverte du nicotinamide, qu'il jugeait très importante.
Passionné par ses propres théories, il se cantonne peu à peu dans un isolement intellectuel, lorsque apparait la génétique moléculaire dans les années 1950-1960.

### Vie privée
Durant de longues années, Otto Warburg mène une vie très régulière : lever à 5 h 30, à l'aube il pratique une heure d'équitation, et de 8 h à 18 h, il est à son laboratoire. Ses rares loisirs sont la lecture (histoire et littérature) et la musique (Beethoven et Chopin). En 1924, alors qu'il pratiquait seul, il est victime d'une fracture du bassin lors d'une chute de cheval, et ne fut retrouvé que plusieurs heures après.
En 1952, à presque 70 ans, il ajoute à l'équitation, la voile et la marche. Il aime parcourir les lacs et les bois aux alentours de Berlin. Il bénéficiait pour cela d'une autorisation spéciale de la République démocratique allemande, une marque de considération et de respect pour sa personne.
Il y avait un grand contraste entre sa vie professionnelle publique, où il se montrait fermé et agressif, et ses relations privées. Il était difficile de faire partie de son entourage direct, mais une fois accepté, notamment dans son laboratoire, on faisait partie de la « famille ». Selon Krebs, Otto Warburg avait un regard direct et fascinant, un charme exceptionnel fait d'intelligence et d'humour. Avec les gens qui lui plaisaient, les jeunes et les femmes, il se montrait gentil et compréhensif.
Homosexuel, il ne s'est jamais marié. Son compagnon de toute sa vie fut Jacob Heiss, né en 1899 dont il fait la connaissance en 1919 en cherchant un domestique. Heiss est devenu son confident et son secrétaire particulier pour les tâches administratives (Warburg tapait lui-même ses textes à la machine, et ne considérait pas cela comme une perte de temps). Ils vécurent ensemble jusqu'à la mort de Warburg. Heiss prenait soin de lui, il était le seul à savoir l'apaiser dans les périodes d'émotions et de ressentiment. Heiss était un esprit libre et indépendant, plein de bon sens, et aussi le seul dont Warburg acceptait la contradiction et les critiques.
Dans sa biographie rédigée en 1972, Krebs parle des « excentricités » des habitudes de Warburg, qui ne font que présager le courant de l'agriculture biologique du XXIe siècle. Par peur du cancer, Warburg avait en horreur les additifs alimentaires, pesticides et insecticides. Il faisait son propre pain en se fournissant en farine auprès d'un meunier local, il produisait son propre beurre dans son laboratoire. Il employait un jardinier à temps plein pour s'occuper de son jardin potager de fruits et légumes, d'élevage de volailles et de lapins, dans un jardin de 4 500 m2.
Warburg aimait la compagnie des chevaux et des chiens. Son cheval préféré était une jument grise hanovrienne, et son meilleur chien un Grand danois de près de 90 kg qui couchait dans sa chambre.

## Postérité
La portée de ses hypothèses sur le métabolisme des cellules cancéreuses fait toujours l'objet de discussions au XXIe siècle.
En 1962, le terme effet Warburg est utilisé pour la première fois en physiologie végétale pour désigner l'inhibition du CO2 par la fixation d'oxygène au cours de la photosynthèse. En 1972, le biochimiste Efraim Racker (en) appelle effet Warburg, la présence d'une forte activité de glycolyse aérobique au sein de tumeurs cancéreuses,.
Cependant ces aspects ont été relativement négligés pendant près de 30 ans. L'approche de la cellule cancéreuse se fondait principalement sur la génétique moléculaire, sur les oncogènes et des processus tels que les virus oncogènes ou le blocage de l'aptotose,. Cette mise à l'écart de « l'oncométabolisme » par « l'oncogénétique » pouvait se justifier dans la mesure où dans les années 1930, les travaux de Warburg ont soulevé de grands espoirs mais finalement décus.
Dans les années 1980, un premier retournement s'opère avec l'apparition de la tomographie par émission de positons, une technique d'imagerie médicale qui permet de mesurer l'activité métabolique d'un organe ou d'une cellule en trois dimensions,. Ceci relance les recherches sur l'oncométabolisme, la discussion portant sur l'effet Warburg considéré, soit comme une cause universelle de tous les cancers, soit plutôt comme un épiphénomène.
Au début du XXIe siècle, ce qu'on appelle l'effet Warburg n'est plus exactement la thèse originale de Warburg qui se voulait générale et universelle, mais elle apparait validée dans une minorité de tumeurs primaires en ce qui concerne le dysfonctionnement mitochondrial. Warburg est ainsi reconnu comme le fondateur de l'oncométabolisme, une discipline susceptible d'ouvrir de nouvelles perspectives thérapeutiques en ciblant les gènes du métabolisme énergétique dans certaines formes de cancer,.